# Мурсија
Мурсија (шп. Murcia) се налази у југоисточној Шпанији и главни је град аутономне заједнице Мурсије покрајине Мурсије. Има један од највећих универзитета Шпаније.

## Географија
Мурсија лежи у долини реке Сегура. На југу се издиже мали планински венац, на западу града налази се Сијера Еспуња, а на северозападу лежи Сијера Еспартал са највишим врхом покрајине-Ремолкадорес.

### Клима
Мурсија важи за један од најсувљих региона Европе. Пошто је област смештена у полупустињи, температура врло лако достиже и 50 °C. Зиме су релативно пријатне, али ту и тамо у одређеним областима температура буде и у минусу.

## Историја
Због свог положаја, Мурсија је на неки начин била „пролазни“ или „транзитни“ регион: овде се стално смењивала маварска и хришћанска владавина.
Град је основао Абдурахман II 825. године под именом Мурсија (Mursiya). Иако околина није била погодна за развој привреде, напредна маварска технологија створила је богате пашњаке и град је почео да се богати.
Године 1651. река Сегура је скроз поплавила град при чему је више од 1000 људи изгубило живот.
Од 19. века, када су у Шпанији уведене покрајине, Мурсија је постала главни град покрајине Мурсија. Године 1982. Шпанија је подељена на аутономне заједнице и од тада је Мурсија главни град истоимене покрајине.
У последњој деценији број становника је нагло порастао, тако да је Мурсија седми град у Шпанији по броју становника.

## Становништво
Према процени, у граду је 2008. живело 430.571 становника.

| 1981.   | 1989.   | 1991.   | 2001.   | 2002.   |
| ------- | ------- | ------- | ------- | ------- |
| 288.631 | 328.100 | 338.250 | 370.745 | 370.745 |

## Знаменитости
- Катедрала са елементима најразличитијих стилова.
- Казино који је и данас клуб кога посећују богати.
- Монтеагудо, брдо на коме је статуа Христа.
- Мостови
- Бројне цркве које су у грађанском рату остале готово неоштећене.

## Култура
Радња филма „Пахарико“ чија је премијера била 1997. године, дешава се у Мурсији седамдесетих година прошлог века. На неки начин, град игра једну од главних улога.

### Прославе
Заштитница града је Марија де ла Фуенсанта. Најважнија прослава је Банда де ла Уерта која претходи Фиестас де Примавера (церемонија пролећа), а све се завршава са Ентиеро де ла Сардина. Све ово је пре Семана Санта.

### Кулинарски специјалитети
- Морсиља
- Сарангољо
- Писто
- Пастел де Карне
- Мићиронес
- Папарахоте

### Спорт
У Мурсији се налазе два фудбалска клуба, а оба играју у другој шпанској лиги.
Сиудад де Мурсија важи за елитни клуб, док Реал Мурсија важи за клуб једноставних људи.

## Привреда
Поред, више не тако значајне пољопривреде, веома су се развиле и услужне делатности.

### Саобраћај
Мурсија поседује мали аеродром у Сан Хавијеру (на 30 минута од града), који се такође користи и у војне сврхе.
Мурсија је задржала свој статус транзитног региона, тако да има доста ауто-путева: Аутовиа дел Медитеранео (А7) иде дуж обале Средоземља, а постоји и ауто-пут који повезује са Мадридом и Гранадом.
Железница није довољно развијена. Постоји железница која иде од Картагене преко Мурсије за Аликанте и Барселону. Друга железница води ка Лорки.

## Партнерски градови
- Лођ
- Мајами
- Лече
- Грас
- Санта Марија Капуа Ветере
- Ирапуато

## Личности
Најпознатија личност која потиче из Мурсије је исламски музичар Ибн Араби (умро је 1240. године у Дамаскусу). Остале личности су:
- Франсиско Салсиљо и Алкарас (шп. Francisco Salzillo y Alcaraz José Selgas)
- Рамон Гаја (шп. Ramón Gaya), сликар
- Хуан де ла Сиерва и Кодорниу (шп. Juan de la Cierva y Codorniú
- Франсиско Рабал (шп. Francisco Rabal), глумац
- Алехандро Валверде (шп. Alejandro Valverde)
- Луис Леон Санћес Гил (шп. Luis León Sánchez Gil)
- М-Клан (M-Clan) рок група